# Somatogyrus wheeleri
Somatogyrus wheeleri är en snäckart som beskrevs av Walker 1915. Somatogyrus wheeleri ingår i släktet Somatogyrus och familjen tusensnäckor. IUCN kategoriserar arten globalt som utdöd. Inga underarter finns listade i Catalogue of Life.